# Biskoupky
Biskoupky é uma comuna checa localizada na região de Morávia do Sul, distrito de Brno-Venkov.